# Aigremont (Gard)
Pour les articles homonymes, voir Aigremont.
Aigremont, « Aigramont » en occitan languedocien, est une commune française située dans le centre du département du Gard en région Occitanie.
Exposée à un climat méditerranéen, elle est drainée par la Courme, le ruisseau de Bay et par un autre cours d'eau. 
Elle est homonyme avec trois autres communes, une en Île-de-France, une en Bourgogne et une en Champagne-Ardenne.
La commune fait partie de la communauté de communes du Piémont cévenol, depuis septembre 2012.
Aigremont est une commune rurale qui compte 777 habitants en 2022, après avoir connu une forte hausse de la population depuis 1975.  Elle fait partie de l'aire d'attraction de Nîmes. Ses habitants sont appelés les Aigremontois ou  Aigremontoises.

## Géographie
Aigremont est un petit village du Gard situé dans le piémont cévenol.
| Saint-Jean-de-Serres | Lédignan  | Saint-Bénézet               |
| Savignargues         | Aigremont | Domessargues, Mauressargues |
| Saint-Théodorit      | Moulézan  | Montagnac                   |

### Hydrographie
Il y a cinq cours d'eau traversant Aigremont, la rivière La Courme, le Ruisseau de Bay, celui des Trois Seigneurs, des Buissières, de la font de Linque.

### Climat
Pour des articles plus généraux, voir Climat de l'Occitanie et Climat du Gard.
En 2010, le climat de la commune est de type climat méditerranéen franc, selon une étude s'appuyant sur une série de données couvrant la période 1971-2000. En 2020, Météo-France publie une typologie des climats de la France métropolitaine dans laquelle la commune est exposée à un climat méditerranéen et est dans la région climatique Provence, Languedoc-Roussillon, caractérisée par une pluviométrie faible en été, un très bon ensoleillement (2 600 h/an), un été chaud (21,5 °C), un air très sec en été, sec en toutes saisons, des vents forts (fréquence de 40 à 50 % de vents > 5 m/s) et peu de brouillards.
Pour la période 1971-2000, la température annuelle moyenne est de 13,8 °C, avec une amplitude thermique annuelle de 17,1 °C. Le cumul annuel moyen de précipitations est de 930 mm, avec 6,7 jours de précipitations en janvier et 3 jours en juillet. Pour la période 1991-2020, la température moyenne annuelle observée sur la station météorologique la plus proche, située sur la commune de Cardet à 8 km à vol d'oiseau, est de 14,6 °C et le cumul annuel moyen de précipitations est de 974,6 mm,. Pour l'avenir, les paramètres climatiques de la commune estimés pour 2050 selon différents scénarios d'émission de gaz à effet de serre sont consultables sur un site dédié publié par Météo-France en novembre 2022.

### Milieux naturels et biodiversité
Aucun espace naturel présentant un intérêt patrimonial n'est recensé sur la commune dans l'inventaire national du patrimoine naturel,,.

## Urbanisme

### Typologie
Au 1er janvier 2024, Aigremont est catégorisée commune rurale à habitat dispersé, selon la nouvelle grille communale de densité à sept niveaux définie par l'Insee en 2022.
Elle est située hors unité urbaine. Par ailleurs la commune fait partie de l'aire d'attraction de Nîmes, dont elle est une commune de la couronne,. Cette aire, qui regroupe 92 communes, est catégorisée dans les aires de 200 000 à moins de 700 000 habitants,.

### Occupation des sols
L'occupation des sols de la commune, telle qu'elle ressort de la base de données européenne d’occupation biophysique des sols Corine Land Cover (CLC), est marquée par l'importance des territoires agricoles (97,4 % en 2018), en diminution par rapport à 1990 (100 %). La répartition détaillée en 2018 est la suivante : 
cultures permanentes (61,5 %), zones agricoles hétérogènes (31,6 %), prairies (4,3 %), zones urbanisées (2,6 %). L'évolution de l’occupation des sols de la commune et de ses infrastructures peut être observée sur les différentes représentations cartographiques du territoire : la carte de Cassini (XVIIIe siècle), la carte d'état-major (1820-1866) et les cartes ou photos aériennes de l'IGN pour la période actuelle (1950 à aujourd'hui).

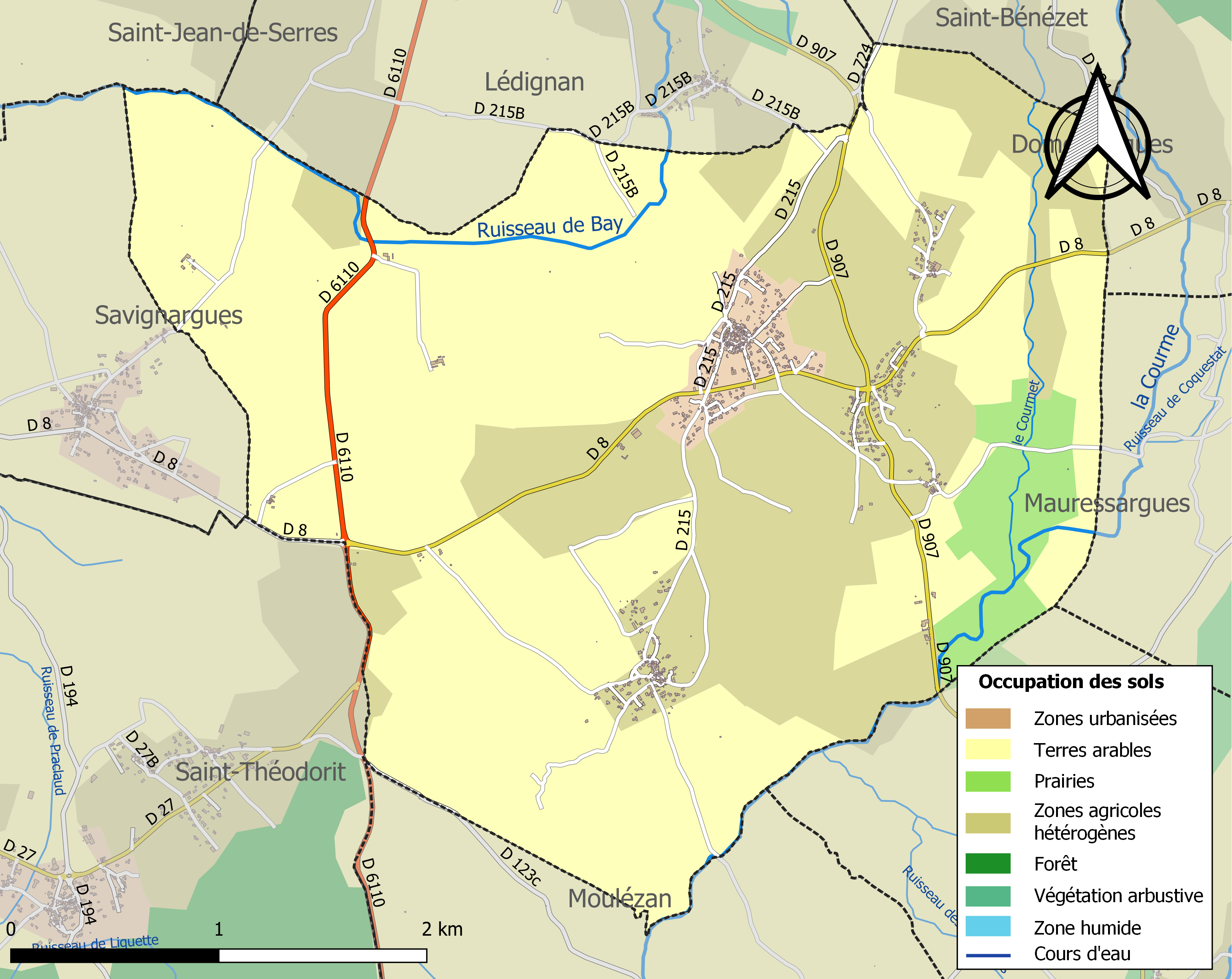
Carte des infrastructures et de l'occupation des sols de la commune en 2018 (CLC).

### Risques majeurs
Le territoire de la commune d'Aigremont est vulnérable à différents aléas naturels : météorologiques (tempête, orage, neige, grand froid, canicule ou sécheresse), inondations, feux de forêts et séisme (sismicité faible). Il est également exposé à un risque technologique,  le transport de matières dangereuses. Un site publié par le BRGM permet d'évaluer simplement et rapidement les risques d'un bien localisé soit par son adresse soit par le numéro de sa parcelle.
La commune a connu plusieurs catastrophes naturelles :
- tempête du 6 au 10 novembre 1982 ;
- inondations et coulées de boue du 21 au 23 septembre 1992 ;
- inondations et coulées de boue du 22 au 25 septembre 1993 ;
- inondations et coulées de boue du 3 au 6 octobre 1995 ;
- inondations et coulées de boue du 13 au 15 octobre 1995 ;
- inondations et coulées de boue du 6 au 7 octobre 2001 ;
- inondations et coulées de boue du 8 au 10 septembre 2002 ;
- inondations et coulées de boue du 6 au 7 septembre 2005 ;
- mouvements de terrain différentiels consécutifs à la sécheresse et à la réhydratation des sols du 1er juillet au 30 septembre 2008 ;
- inondations et coulées de boue du 6 au 7 septembre 2010.

#### Risques naturels
Certaines parties du territoire communal sont susceptibles d’être affectées par le risque d’inondation par débordement de cours d'eau et par une crue torrentielle ou à montée rapide de cours d'eau, notamment le ruisseau de Bay et la Courme. La commune a été reconnue en état de catastrophe naturelle au titre des dommages causés par les inondations et coulées de boue survenues en 1982, 1992, 1993, 1995, 2001, 2002, 2005, 2010 et 2014,.

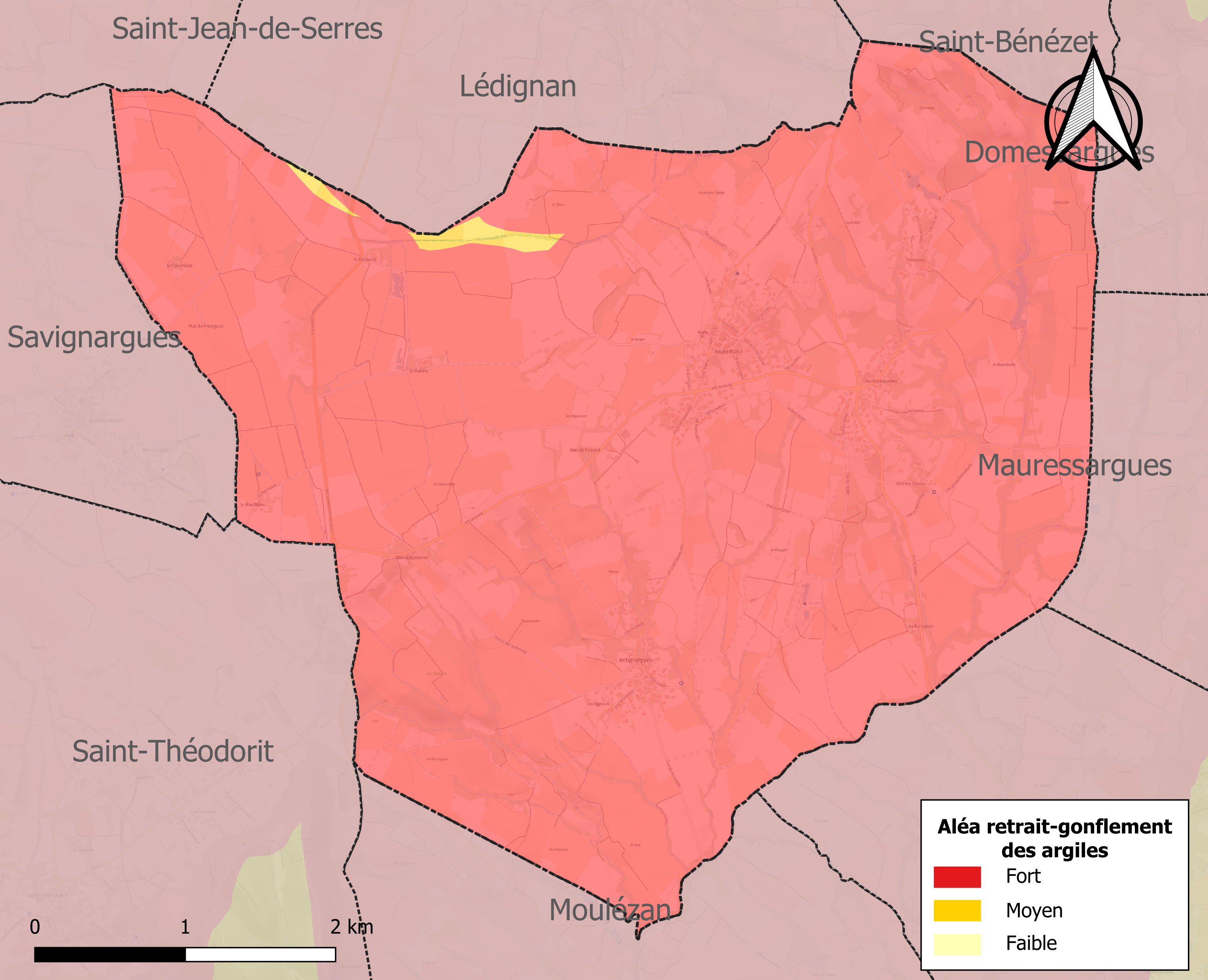
Carte des zones d'aléa retrait-gonflement des sols argileux d'Aigremont.

Le retrait-gonflement des sols argileux est susceptible d'engendrer des dommages importants aux bâtiments en cas d’alternance de périodes de sécheresse et de pluie. La totalité de la commune est en aléa moyen ou fort (67,5 % au niveau départemental et 48,5 % au niveau national). Sur les 345 bâtiments dénombrés sur la commune en 2019, 345 sont en aléa moyen ou fort, soit 100 %, à comparer aux 90 % au niveau départemental et 54 % au niveau national. Une cartographie de l'exposition du territoire national au retrait gonflement des sols argileux est disponible sur le site du BRGM,.
Par ailleurs, afin de mieux appréhender le risque d’affaissement de terrain, l'inventaire national des cavités souterraines permet de localiser celles situées sur la commune.

#### Risques technologiques
Le risque de transport de matières dangereuses sur la commune est lié à sa traversée par des infrastructures routières ou ferroviaires importantes ou la présence d'une canalisation de transport d'hydrocarbures. Un accident se produisant sur de telles infrastructures est en effet susceptible d’avoir des effets graves au bâti ou aux personnes jusqu’à 350 m, selon la nature du matériau transporté. Des dispositions d’urbanisme peuvent être préconisées en conséquence.

## Toponymie
Le nom de la localité est attesté sous la forme latine De Acre-Munto en 957, sous la forme De Acre-Monte en 1060, Acer Mons en 1162.
Ce toponyme signifie « colline escarpée », « Mont pointu », du latin acer, acris (« pointu ») et Montem (« mont »).
C'est un toponyme assez répandu. Quatre communes françaises et de nombreux hameaux portent ce nom ; Aigremont dans le Gard, Aigremont dans la Haute-Marne, Aigremont dans l'Yonne, Aigremont dans les Yvelines.

## Histoire

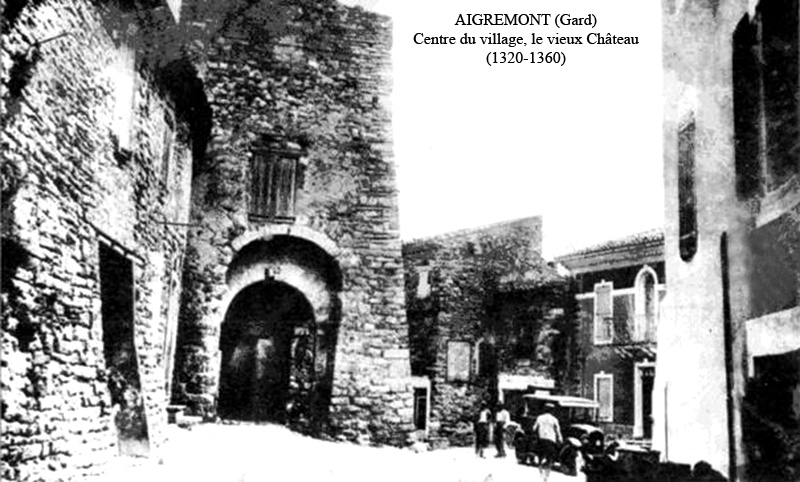
Centre du village et le ancien château vers 1900.

Située sur la voie romaine d'Uzès à Sauve, le lieu est connu en 957 sous le nom de prieuré de Saint-Pierre d'Aigremont. La baronnie d'Aigremont est achetée par Guillaume de Plaisians en 1303 puis, en 1321, Pierre d'Aleyrac en devient le propriétaire et fait construire le château qui est achevé en 1360. Par héritage, le château reste dans les familles Rochemore et De Roys jusqu'à la Révolution qui voit le château pillé et brulé le 4 avril 1792.
L'église du village est incendiée par les Camisards le 12 janvier 1703. Une nouvelle église est construite au XIXe siècle mais a été détruite.
En 1992, le Mémorial départemental dédié aux soldats gardois morts pour la France en Afrique du Nord, est érigé sur le territoire de la commune.

## Politique et administration
| Période                                  | Période           | Identité                   | Étiquette | Qualité |
| ---------------------------------------- | ----------------- | -------------------------- | --------- | --- |
| 1945                                     | 19 septembre 1961 | Léon Castanet              | SFIO      | Député de 1928 à 1936 Président du conseil général (1957-1961) |
| 1961                                     | 1981              | Francis Perrigot           | SFIO-PS   | Conseiller général |
| 1981                                     | 1985              | Georges Maurin             | PS        | |
| 1985                                     | 2010              | Françoise Laurent-Perrigot | PS        | Sénatrice du Gard, conseillère générale, ancienne vice-présidente du conseil général. conseillère départementale du canton de Quissac, vice-présidente du conseil départemental du Gard |
| 2010                                     | 2020              | Claude Castanet            | DVG       | Retraité |
| 2020                                     | En cours          | Gilles Trinquier           |           | |
| Les données manquantes sont à compléter. |                   |                            |           | |

## Population et société

### Démographie

#### Évolution démographique
L'évolution du nombre d'habitants est connue à travers les recensements de la population effectués dans la commune depuis 1793. Pour les communes de moins de 10 000 habitants, une enquête de recensement portant sur toute la population est réalisée tous les cinq ans, les populations de référence des années intermédiaires étant quant à elles estimées par interpolation ou extrapolation. Pour la commune, le premier recensement exhaustif entrant dans le cadre du nouveau dispositif a été réalisé en 2005.

En 2022, la commune comptait 777 habitants, en évolution de −0,13 % par rapport à 2016 (Gard : +2,97 %, France hors Mayotte : +2,11 %).
| 1793 | 1800 | 1806 | 1821 | 1831 | 1836 | 1841 | 1846 | 1851 |
| ---- | ---- | ---- | ---- | ---- | ---- | ---- | ---- | ---- |
| 372  | 365  | 409  | 404  | 428  | 412  | 402  | 454  | 453  |

| 1856 | 1861 | 1866 | 1872 | 1876 | 1881 | 1886 | 1891 | 1896 |
| ---- | ---- | ---- | ---- | ---- | ---- | ---- | ---- | ---- |
| 448  | 440  | 410  | 444  | 417  | 313  | 293  | 321  | 309  |

| 1901 | 1906 | 1911 | 1921 | 1926 | 1931 | 1936 | 1946 | 1954 |
| ---- | ---- | ---- | ---- | ---- | ---- | ---- | ---- | ---- |
| 334  | 380  | 333  | 304  | 309  | 339  | 319  | 304  | 299  |

| 1962 | 1968 | 1975 | 1982 | 1990 | 1999 | 2005 | 2006 | 2010 |
| ---- | ---- | ---- | ---- | ---- | ---- | ---- | ---- | ---- |
| 274  | 256  | 241  | 243  | 313  | 449  | 618  | 638  | 670  |

| 2015 | 2020 | 2022 | - | - | - | - | - | - |
| ---- | ---- | ---- | - | - | - | - | - | - |
| 755  | 770  | 777  | - | - | - | - | - | - |

#### Pyramide des âges
La population de la commune est relativement jeune. En 2018, le taux de personnes d'un âge inférieur à 30 ans s'élève à 32,0 %, soit en dessous de la moyenne départementale (32,6 %). À l'inverse, le taux de personnes d'âge supérieur à 60 ans est de 28,3 % la même année, alors qu'il est de 29,6 % au niveau départemental.
En 2018, la commune comptait 388 hommes pour 396 femmes, soit un taux de 50,51 % de femmes, légèrement inférieur au taux départemental (51,82 %).
Les pyramides des âges de la commune et du département s'établissent comme suit.
| Hommes | Classe d’âge | Femmes |
| ------ | ------------ | ------ |
| 0,8    | 90 ou +      | 0,8    |
| 6,3    | 75-89 ans    | 5,1    |
| 21,8   | 60-74 ans    | 21,9   |
| 23,1   | 45-59 ans    | 20,8   |
| 17,6   | 30-44 ans    | 18,0   |
| 15,0   | 15-29 ans    | 15,2   |
| 15,5   | 0-14 ans     | 18,3   |

| Hommes | Classe d’âge | Femmes |
| ------ | ------------ | ------ |
| 0,9    | 90 ou +      | 2      |
| 8,3    | 75-89 ans    | 10,6   |
| 19,4   | 60-74 ans    | 19,9   |
| 20,4   | 45-59 ans    | 20,3   |
| 16,8   | 30-44 ans    | 17     |
| 16,4   | 15-29 ans    | 14,2   |
| 17,8   | 0-14 ans     | 15,8   |

## Économie

### Revenus
En 2018  (données Insee publiées en septembre 2021), la commune compte 304 ménages fiscaux, regroupant 747 personnes. La médiane du revenu disponible par unité de consommation est de 20 670 € (20 020 € dans le département).

### Emploi
|                | 2008   | 2013   | 2018   |
| -------------- | ------ | ------ | ------ |
| Commune        | 9,9 %  | 11,6 % | 10,3 % |
| Département    | 10,6 % | 12 %   | 12 %   |
| France entière | 8,3 %  | 10 %   | 10 %   |

En 2018, la population âgée de 15 à 64 ans s'élève à 494 personnes, parmi lesquelles on compte 76,9 % d'actifs (66,6 % ayant un emploi et 10,3 % de chômeurs) et 23,1 % d'inactifs,. Depuis 2008, le taux de chômage communal (au sens du recensement) des 15-64 ans est inférieur à celui du département, mais supérieur à celui de la France.
La commune fait partie de la couronne de l'aire d'attraction de Nîmes, du fait qu'au moins 15 % des actifs travaillent dans le pôle,. Elle compte 62 emplois en 2018, contre 62 en 2013 et 72 en 2008. Le nombre d'actifs ayant un emploi résidant dans la commune est de 334, soit un indicateur de concentration d'emploi de 18,4 % et un taux d'activité parmi les 15 ans ou plus de 59,1 %.
Sur ces 334 actifs de 15 ans ou plus ayant un emploi, 43 travaillent dans la commune, soit 13 % des habitants. Pour se rendre au travail, 91,2 % des habitants utilisent un véhicule personnel ou de fonction à quatre roues, 3 % les transports en commun, 2,7 % s'y rendent en deux-roues, à vélo ou à pied et 3 % n'ont pas besoin de transport (travail au domicile).

### Activités hors agriculture

#### Secteurs d'activités
47 établissements sont implantés  à Aigremont au 31 décembre 2019. Le tableau ci-dessous en détaille le nombre par secteur d'activité et compare les ratios avec ceux du département,.
| Secteur d'activité                                                                                        | Commune | Commune | Département |
| Secteur d'activité                                                                                        | Nombre  | %       | %           |
| --- | ------- | ------- | ----------- |
| Ensemble                                                                                                  | 47      |         |             |
| Industrie manufacturière, industries extractives et autres                                                | 6       | 12,8 %  | (7,9 %)     |
| Construction                                                                                              | 10      | 21,3 %  | (15,5 %)    |
| Commerce de gros et de détail, transports, hébergement et restauration                                    | 14      | 29,8 %  | (30 %)      |
| Information et communication                                                                              | 1       | 2,1 %   | (2,2 %)     |
| Activités financières et d'assurance                                                                      | 1       | 2,1 %   | (3 %)       |
| Activités spécialisées, scientifiques et techniques et activités de services administratifs et de soutien | 6       | 12,8 %  | (14,9 %)    |
| Administration publique, enseignement, santé humaine et action sociale                                    | 7       | 14,9 %  | (13,5 %)    |
| Autres activités de services                                                                              | 2       | 4,3 %   | (8,8 %)     |

Le secteur du commerce de gros et de détail, des transports, de l'hébergement et de la restauration est prépondérant sur la commune puisqu'il représente 29,8 % du nombre total d'établissements de la commune (14 sur les 47 entreprises implantées  à Aigremont), contre 30 % au niveau départemental.

#### Entreprises
L' entreprise ayant son siège social sur le territoire communal qui génère le plus de chiffre d'affaires en 2020 est : P.artisan du vin, commerce de gros (commerce interentreprises) de boissons (6 k€).

### Agriculture
La commune est dans les Garrigues, une petite région agricole occupant le centre du département du Gard. En 2020, l'orientation technico-économique de l'agriculture  sur la commune est la polyculture et/ou le polyélevage. 
|               | 1988 | 2000 | 2010 | 2020 |
| ------------- | ---- | ---- | ---- | ---- |
| Exploitations | 36   | 19   | 22   | 14   |
| SAU (ha)      | 735  | 545  | 595  | 488  |

Le nombre d'exploitations agricoles en activité et ayant leur siège dans la commune est passé de 36 lors du recensement agricole de 1988  à 19 en 2000 puis à 22 en 2010 et enfin à 14 en 2020, soit une baisse de 61 % en 32 ans. Le même mouvement est observé à l'échelle du département qui a perdu pendant cette période 61 % de ses exploitations,. La surface agricole utilisée sur la commune a également diminué, passant de 735 ha en 1988 à 488 ha en 2020. Parallèlement la surface agricole utilisée moyenne par exploitation a augmenté, passant de 20 à 35 ha.

## Culture locale et patrimoine

### Lieux et monuments
Le village d'Aigremont possède plusieurs hameaux qui lui sont rattachés : Antignargues, le Mas d'Alphonse, les Baraques et le Mas Blanc qui fut édifié à la fin du XIXe siècle.

### Cultes
- Temple protestant d'Aigremont. Église Protestante Unie de France.

### Personnalités liées à la commune
- Pierre Astruc, le père de Jean Astruc (1684-1766), y fut pasteur.
- Françoise Laurent-Perrigot, ancienne sénatrice du Gard.

## Héraldique
| Blason de Aigremont (Gard) | Blason  | De sinople à l'ombre de croix de filets cantonnée au premier d'un demi-vol contourné cousu de gueules, au deuxième et au troisième d'un château donjonné de trois pièces d'or, celle du milieu plus élevée, au quatrième d'un demi-vol cousu de gueules. |
| Blason de Aigremont (Gard) | Détails | |